# روبرتو کولوتی
روبرتو کولوتی (به انگلیسی: Roberto Colautti) مهاجم اهل اسرائیل است که از سال ۲۰۰۶ تا ۲۰۱۰ میلادی عضو تیم ملی فوتبال اسرائیل بوده و در ۲۱ بازی ملی حضور داشته است. روبرتو کولوتی توانسته در بازی‌های ملی، ۶ گل به ثمر برساند.